# Heinkel He 70 Blitz
Heinkel He 70 Blitz var ett tyskt post- och passagerarflygplan konstruerat i början av 1930-talet. Under andra världskriget användes det som spanings- och bombflygplan av Luftwaffe.
Från början designades planet för att möta en specifikation från Lufthansa på ett plan för snabb transport av post och passagerare. Strax efter det att första prototypen flugit tog Luftwaffe över projektet då de ansåg att planet hade potential att användas som höghastighetsbombplan och kommunikationsplan. Under spanska inbördeskriget deltog bombflygplansvarianten (från augusti 1936), men när andra världskriget bröt ut användes planet enbart för kommunikation och utbildning.

## Varianter
- He 70D, kommunikationsvarianten.
- He 70E, bombflygplansvarianten.
- He 70F, variant avsedd som rekognoseringsbombare.